# River Teign
River Teign är ett vattendrag i Storbritannien.   Det ligger i riksdelen England, i den södra delen av landet, 260 km väster om huvudstaden London.